# Элурогнат
Элурогнат (лат. Aelurognathus, от др.-греч. αἰλουρο- +γνάθος «кошачьи челюсти») — позднепермский (зоны Endothiodon — Dicynodon) горгонопс, обитавший в Южной и Восточной Африке. Род установлен Хаутоном в 1924 году. 6 видов. В состав данного рода могут входить горгонопсии, ранее описанные в составе родов Prorubidgea и Arctops.
Типовой вид — A. tigriceps. Череп высокий, тяжёлый, округлого профиля. Морда сильно сжата с боков. Орбита маленькая, височные отверстия расположены высоко. Нёбные бугры сильно развиты, скуловые дуги мощные, изогнуты слегка вниз. Длина черепа до 34 см.
Вид «Arctops»? ferox, по-видимому, принадлежит к роду элурогнат. С другой стороны, вид Aelurognathus parringtoni из Танзании принадлежит к восточноевропейскому роду Sauroctonus.